# 北洋工学院西京分院
北洋工学院西京分院是1941年到1945年国立北洋工学院在天津停办期间位于中国陕西省西安市的一所大学。
1941年10月，中国工程师学会及各专门工程学会在贵阳呼吁恢复国立北洋工学院。国民政府行政院于1942年12月将浙江省立英士大学工学院改建为国立北洋工学院，陈荩民为代理院长。新的北洋工学院在浙江省建立后，内迁到西安市的北洋校友也组建了北洋工学院西京分院，而此时北洋工学院的主体部分已并入刚成立的国立西北工学院。